# NGC 383
NGC 383 es una galaxia elíptica de la constelación de Piscis.
Fue descubierta el 12 de septiembre de 1784 por el astrónomo William Herschel.